# Göggingen (Krauchenwies)
Das Dorf Göggingen ist ein Teilort der Gemeinde Krauchenwies im Landkreis Sigmaringen (Baden-Württemberg) und mit 897 Einwohnern (Stand: 31. Dez. 2010) deren größte Eingemeindung.

## Geographie

### Geographische Lage
Göggingen liegt etwa fünf Kilometer westlich von Krauchenwies in der landwirtschaftlichen Region des Ablachtales, eine durch rißeiszeitliche Gletscher geformte flachhüglige Landschaft, die von größeren Waldflächen durchzogen ist. Dieses Gebiet steigt südwärts zum Voralpengebiet und Bodensee zur Donauhochfläche hin auf. Die Ablach wird bei Göggingen durch den Talbach (Dorfbach) gespeist. Der Lautenbach bildet die Gemarkungsgrenze nach Ringgenbach.

### Geologie
Die Kiesablagerungen der eiszeitlichen Gletscher stellen einen wichtigen Beitrag zur heimischen Wirtschaft dar. So baut die Valet und Ott-Gruppe im Werk Göggingen Kies entlang der Ortsverbindungsstraße Göggingen in Richtung Rengetsweiler im Trockenabbau ab. Sie erhielt im Jahr 2006 die Genehmigung für eine Erweiterung des Kiesabbaugebietes auf den angrenzenden Flächen. Hierzu erfolgten Entwidmungen von entbehrlichen Feldwegen, die nach der Beendigung des Kiesabbaus wieder aufgeschüttet werden. Des Weiteren unterhielt die Krauchenwieser Firma Lutz in der Vergangenheit ebenfalls eine Kiesgrube in Göggingen an der Lehr.

### Ausdehnung des Gebiets
Die Gesamtfläche der Gemarkung Göggingen beträgt 1237 Hektar (Stand: 31. Dez. 2010).

## Geschichte

### Vor- und Frühgeschichte
Aus der Späteisenzeit findet sich eine Viereckschanze im Wald zwischen Göggingen und Krauchenwies. Westlich der Straße von Göggingen nach Laiz beim Gänssler befinden sich ausgegrabene Grabhügel. 
In römischer Zeit führte eine Römerstraße (Verbindung Straßburg–Ulm) von der Altstadt Meßkirch an Göggingen vorbei nach Krauchenwies, wo ein Weg nach Pfullendorf und Sigmaringendorf abging.

### Mittelalter
Göggingen gehörte in der alemannischen Zeit zum Gau Goldinshuntare. Der Name „Göggingen“ rührt wohl von Gagano beziehungsweise Gaggo (d. h. Gegner [im Kampf]), dem Führer einer Alemannensippe um 350 n. Chr., her. Aus diesem Namensursprung entwickelte sich Gaginge, Gaggingen, Geggingen (bis ins 18. Jahrhundert) und endlich Göggingen. Die Endung „-ingen“ ist alemannischer Herkunft, wobei die heutige Schreibweise nicht mehr historisch begründet ist. Göggingen gehört vermutlich zur alemannischen Folcholtsbaar, deren Nachbarin die Bertoldsbaar war, oder lag im Grenzgebiet zwischen beiden Baaren des frühmittelalterlichen Alamanniens.
Die Gründung von Göggingen ist wohl ums Jahr 500 zu datieren und erfolgte aus der Mengener Gegend, dem Donaugebiet des Stammes der Juthungen, den Alemannen-Schwaben. Diese Ursiedlung ist im langsam ansteigenden Raum zwischen Talbach und Ablach am Fuße des Birkenstocks zu suchen. Es dürften sich wohl zehn bis zwölf solcher Ursiedlerfamilien hier niedergelassen haben. Laut Bayer datierte die Urgründungszeit in die Jahre 350–450.
Politisch waren die Alemannen von Stammesherzögen regiert, die kriegerisch ihre Gaue bzw. Baare vergrößerten. Die Franken zerschlugen die letzten alemannischen Strukturen im Jahr 749 mit der Gefangennahme und Entmachtung des letzten alemannischen Führers Lantfried II.
Urkundlich ist Göggingen erstmals im Jahre 760 genannt.
Im Zuge der Christianisierung entstanden in der Region kirchliche Zentren. Unter der Regentschaft Karls des Großen, König des Fränkischen Reiches zwischen 768 und 814, wurde Göggingen an das Kloster Reichenau vergeben und wurde zu dessen Villikation. In Göggingen wurde eine Reichenauer Gutsverwaltung eingerichtet. Davon zeugen noch Flurnamen wie Auenrain. Von Göggingen aus wurden die reichenauischen Höfe von Igelswies, Krauchenwies, Leitishofen, Menningen und Rast mitverwaltet.
In der Karolingerzeit um 800 waren freie Bauern die Verwalter der Villikation Göggingen. Aus diesen Dienstmannen des Klosters entwickelte sich niederer Dorfadel (Ritter, Junker), der die Geschicke Göggingens bestimmte. Das adlige Inselkloster selbst hatte durch ein Privileg des Kaisers Karl III. von 887 in Göggingen die Grafenrechte und daher auch die höhere Gerichtsbarkeit.
Göggingen bestand lange Zeit aus einzelnen kleinen Gehöftgruppen am Ufer der Ablach. Dies änderte sich in der Zeit zwischen dem 9. und 13. Jahrhundert, als Göggingen Besitzung des Klosters Reichenau war. Der Sitz der Verwalter von Reichenau war der Klenhof und unter anderen auch der Adler. Ein Villicus von Geggingen wird erstmals im Jahre 1202 im Zusammenhang mit einem Berthold von Geggingen urkundlich mit Namen genannt. Im 13. Jahrhundert kam Göggingen in die Niedere Gerichtsbarkeit der Meier von Geggingen.
Nach den Edlen von Geggingen kamen die Ritter von Hohenfels in den Besitz des Dorfes. Nach und nach verkauft diese Teile ihres Besitzes. Anschließend kam es an die Herren von Heudorf-Waldberg. Ein Chronist berichtet von der Witwe von Heudorf, die Geggingen an der Ablach, „allein der Ursach, daß die sich köstlich zu einem Turnier kleiden könnte, hingegeben um das Geld, so wie aus gemeldetem Dorf gelöst, einen schönen blauen sammtnen Rock gemacht hab“.
Am Montag vor Martini (4. November) 1454 verkaufte Ritter Caspar von Heudorf, zu Boll gesessen, sein Dorf Göggingen mit allen Gerechtigkeiten, Fällen, Zwing und Bann für 500 rheinische Gulden an Junker Werner von Zimmern, Freiherrn zu Meßkirch.

### Neuzeit
Göggingen blieb bis zum Tod Wilhelms von Zimmern, dem Aussterben des zimbrischen Mannesstammes, 1594 in der Herrschaft Meßkirch.
Die Herrschaft Meßkirch ging dann durch Kauf um 400.000 Gulden über an die Herren von Helfenstein. Georg von Helfenstein hatte Apollonia, eine Schwester Wilhelms von Zimmern, zur Frau. So wurde Göggingen helfensteinisch, aber nur für kurze Zeit. Nachdem Georg von Helfenstein im Jahr 1600 und Froben von Helfenstein 1627 gestorben war, erbte der Schwiegersohn Frobens, Wratislaus II. von Fürstenberg, die Herrschaft Meßkirch. Von dieser Zeit an bis in die Zeit Napoléon Bonapartes blieb Geggingen Bestandteil der Grafschaft Meßkirch unter der Herrschaft von Fürstenberg.
Während des Dreißigjährigen Kriegs (1618 bis 1648) starben 31 Gögginger Einwohner und 31 Häuser wurden niedergebrannt. Im Spanischen Erbfolgekrieg (1701 bis 1714) und den Napoleonischen Kriege (1792 bis 1815) war die Region wiederum Durchzugsgebiet von bayrischen, französischen und kaiserlichen Truppen, die Göggingen ausbeuteten und brandschatzten.
Am 14. Juni 1723 werden Grenzberichtigungen zwischen den Städten Sigmaringen und Meßkirch und den Dörfern Göggingen und Laiz in dem Gänssler genannten Wald durchgeführt.
Durch die Mediatisierung im Jahr 1806 wurde das Hause Fürstenberg von Napoléon entmachtet, das Fürstentum Fürstenberg aufgelöst und Baden unter Markgraf Karl Friedrich angegliedert. Dieser zog als Kurfürst von Napoléons Gnaden gegen den deutschen Kaiser Franz II. in den Krieg und wurde dafür mit den Gebieten kaiserlichen Fürsten belohnt. Damals war Göggingen östlichster Teil des fürstlich-fürstenbergischen Oberamts Meßkirch, das mit dem Übergang an Baden zum Amtsbezirk Meßkirch wurde.
Eine große Umwandlung im Bauernwesen der Heimat vollzog sich unter Großherzog Leopold in den Jahren 1830 bis 1852. Nach Erlass der Vollzugsordnung des Gesetzes zur Ablösung der Zehntlasten und der Möglichkeit, die bäuerlichen Lehnhöfe, Felder und Wälder in Freigut umzuwandeln, machten nach und nach die Gögginger Bauern Gebrauch davon und lösten unter finanzieller Mithilfe des badischen Staates ihre Lehen und Zehntpflichten ab. So wurden sie freie Bauern auf eigenem Grund und Boden. Das war ein großes und wichtiges Ereignis, denn in der Gemeinde Göggingen hatten damals etwa 20 verschiedene Klöster und weltliche Herren Landbesitz.
Ab 1918 gehörte alles zur Republik Baden. Das Ende des Amtsbezirks Meßkirch kam dann 1936, als die nationalsozialistischen Machthaber das Bezirksamt Meßkirch und das Bezirksamt Stockach zum Landkreis Stockach vereinigten. Vorher gehörte das Bezirksamt Meßkirch zum Kreis Konstanz.
Im Ersten Weltkrieg fielen 33 Gögginger, fünf blieben vermisst. Den „Helden“ wurde auf dem Friedhof durch die Gemeinde ein Denkmal in Form einer nach drei Seiten offenen Kapelle geschaffen. Das Denkmal wurde an Allerheiligen 1920 eingeweiht. Im Zweiten Weltkrieg kam es im Zuge des schweren Luftangriffs auf die Münchener Innenstadt am 16. Juli 1944 zum Abwurf von 18 Fliegerbomben durch Bomber der 8. US-Luftflotte im Gögginger Gewann „Schlossbühl“. Da es sich um unbebautes Gebiet handelte, wurde dabei niemand verletzt. Am 22. April 1945, einem Sonntag, die Kirche war gerade aus, wurden entlang der Bahnlinie Bomben abgeworfen. Kurze Zeit später erreichten von Meßkirch her kommend französische Truppen den Ort. Vereinzelt leisteten deutsche Soldeten noch Widerstand. Dabei wurden im Gewann „Buchholz“ fünf deutsche Soldaten beim Eiskeller bzw. beim Bahnwärterhäuschen getötet und ein sechster schwer verwundet. Die sechs Soldaten wurden auf Geheiß des damaligen Bürgermeisters Hermann Kempf auf dem Gögginger Friedhof notbestattete – Das gemeinschaftliche Soldatengrab besteht, nach Umbettung im Oktober/November 1986, dort heute noch. Insgesamt fielen im Zweiten Weltkrieg 23 Gögginger Bürger, 17 gelten noch immer als vermisst. Gefallene Soldaten aus Göggingen sind auf den Gedenkstätten in Kropywnyzkyj und Rossoschka (beide Ukraine), Korpowo und Luga (beide Russland), Monte Cassino (Italien), Andilly (Frankreich), Lommel (Belgien) und in Deutschland in Seelow (Brandenburg) und Greiz (Thüringen) beerdigt. Am 22. November 1961 wurde das unter dem Geistlichen Rat Gustav Kempf neugestaltete Denkmal eingeweiht. Bei seiner Ansprache distanzierte er sich vom alten Wortlaut und spricht bei den Gefallenen von „Opfern“.
Ab 1952 gehörte Göggingen zu Baden-Württemberg. Der Landkreis Stockach hatte allerdings nur 37 Jahre Bestand und wurde 1973 im Zuge der Verwaltungsreform des Landes Baden-Württemberg aufgelöst. Göggingen, als Gemeinde des früheren Amtsbezirks Meßkirch, kam zum Landkreis Sigmaringen. Am 1. September 1974 wurde Göggingen in die Gemeinde Krauchenwies eingegliedert.
Der Wasser- und Bodenverband Ablachverband war 1955 von Göggingen, Menningen und Ringgenbach mit dem Hauptzweck gegründet worden, das Flussbett der Ablach zwischen Menningen und Göggingen zur Vermeidung von Hochwasserschäden zu begradigen. Im Anschluss an die damalige Ablachbegradigung erfolgte eine Flurbereinigung. Zu den Aufgaben des Verbandes gehörte des Weiteren, einen ungestörten Wasserdurchlass in der Ablach auf den Gemarkungen Menningen, Ringgenbach und Göggingen zu kontrollieren. Hauptaugenmerk waren die schnell wachsenden Weidengehölze am Bachufer oder querstehendes Gehölz durch Sturm- und Böschungseinbrüche durch Hochwasser. Seine Auflösung erfolgte im Jahr 2007.
Im Jahr 1969 landete Bundeskanzler Kurt Georg Kiesinger mit seinem Hubschrauber bei Göggingen. Danach spazierte er seelenruhig durchs Dorf, um mit den Leuten zu reden.

### Dorfkernsanierung (2005–2008)
Nach dem Verkauf der Gögginger Adlerbrauerei im April 2001 an die Familie Ott aus Bad Schussenried wurde die Adlerbrauerei Göggingen Vertriebs GmbH gegründet und ein neues Logistikzentrum im Gewerbegebiet Altlachen gebaut. Die ehemaligen Produktion-, Lager und Büroräume waren so Gewerbebrache in der Ortsmitte von Göggingen.
In einer ersten Phase sollten nach dem Verkauf des brachliegenden 6500 Quadratmeter verbauten Brauereiareals Abbrucharbeiten in der Gögginger Ortsmitte durchgeführt werden. Der Abbruch der Adler-Brauerei, der zum 1. Juli 2006 angekündigt war, sollte eigentlich bis 31. Juli 2006 abgeschlossen sein, geriet dann aber wegen der angespannten Finanzsituation ins Stocken. In einer zweiten Phase wurde die 300 Jahre alte Pfarrscheuer abgebrochen. Es folgte der Eiskeller der Gögginger Brauerei und das gemeindeeigene Gebäude (Molke) am Kirchberg in Göggingen. In einer dritten Phase erfolgte die Neugestaltung der Ortsmitte mit Grünanlagen, Buswendeplatte, Kirchenvorplatz, Brunnen und Parkplätzen.
Zur Einweihung des neuen Adlerplatzes am 8. Juni 2008 erschienen die Umweltministerin des Landes Baden-Württemberg Tanja Gönner, der Landtagsabgeordneter Ernst Behringer und Landrat Dirk Gaerte. Die kirchliche Weihe fand bereits an Fronleichnam statt. Die Projektkosten für Grunderwerb, Abbruch und Gestaltung betrugen insgesamt 1,2 Millionen Euro. An Zuschüsse sind rund 600.000 Euro aus dem Entwicklungsprogramm Ländlicher Raum und dem Ausgleichsstock freigegeben worden.

### Sonstiges
Viele Familiengeschlechter sind seit langer Zeit in Göggingen ansässig. Oftmals kann in Göggingen ein Familienname jahrzehntelang oder gar jahrhundertelang zurückverfolgt werden. Die nachfolgenden Familiennamen, die es allesamt heute noch in Göggingen gibt, zählen zu den ältesten Gögginger Geschlechtern:
Walz 1446, Veser 1500, Burth 1505, Kempf 1508, Vochatzer bzw. Vochazer 1552, Häusler 16. Jahrhundert, Strobel 16. Jahrhundert, Amann 1676, Fießinger 1720, Krom 1727, Ott 1753, Dufner 1800, Schweikart 1811, Lutz 1814, Muffler 1815, Schafhäutle 1825, Blender 1833, Waibel 1833, Schober 1846, Müller 1851, Lösch 1854.
Die Zahl hinter dem Namen ist die Jahreszahl des ersten Nachweises in Göggingen.

### Einwohnerentwicklung
Geschätzte Einwohner:
- Alemannische Sippensiedlung: nicht über zwölf Familien
- Die Jahrhunderte des frühen Mittelalters: 200 bis 250 Einwohner
- Um 1400: 500 Einwohner

Erste sichere Einwohnerzahlen:
- 1767: 547 Einwohner (446 Erwachsene und 101 Kinder)[33]
- 1791: 444 Erwachsene[34]
- 1813: 625 Einwohner (522 Erwachsene)[35]
- 1826: 624 Einwohner[36]
- 1833: 679[37]/ 658[38] Einwohner
- 1836: 673 Einwohner[39]
- 1843: 662 Einwohner[40]

Die Einwohnerentwicklung von Göggingen von 1870 bis 2008:
| Datum | Einwohner                        |
| ----- | -------------------------------- |
| 1870  | 731                              |
| 1875  | 698                              |
| 1890  | 678                              |
| 1895  | 672                              |
| 1900  | 618                              |
| 1905  | 632                              |
| 1910  | 603 (männlich 286, weiblich 317) |
| 1915  | 613                              |
| 1925  | 637                              |
| 1933  | 669                              |
| 1939  | 628                              |
| 1950  | 702                              |
| 1956  | 701                              |
| 1961  | 746                              |
| 1964  | 807                              |
| 1967  | 782                              |
| 1970  | 749                              |
| 2004  | 929                              |
| 2008  | 893                              |

## Religionen
Die Bevölkerung von Göggingen ist römisch-katholisch geprägt. Die katholische Pfarrgemeinde St. Nikolaus gehört über die Seelsorgeeinheit Krauchenwies-Rulfingen zum Dekanat Sigmaringen-Meßkirch im Erzbistum Freiburg.

## Politik

### Ortschaftsrat

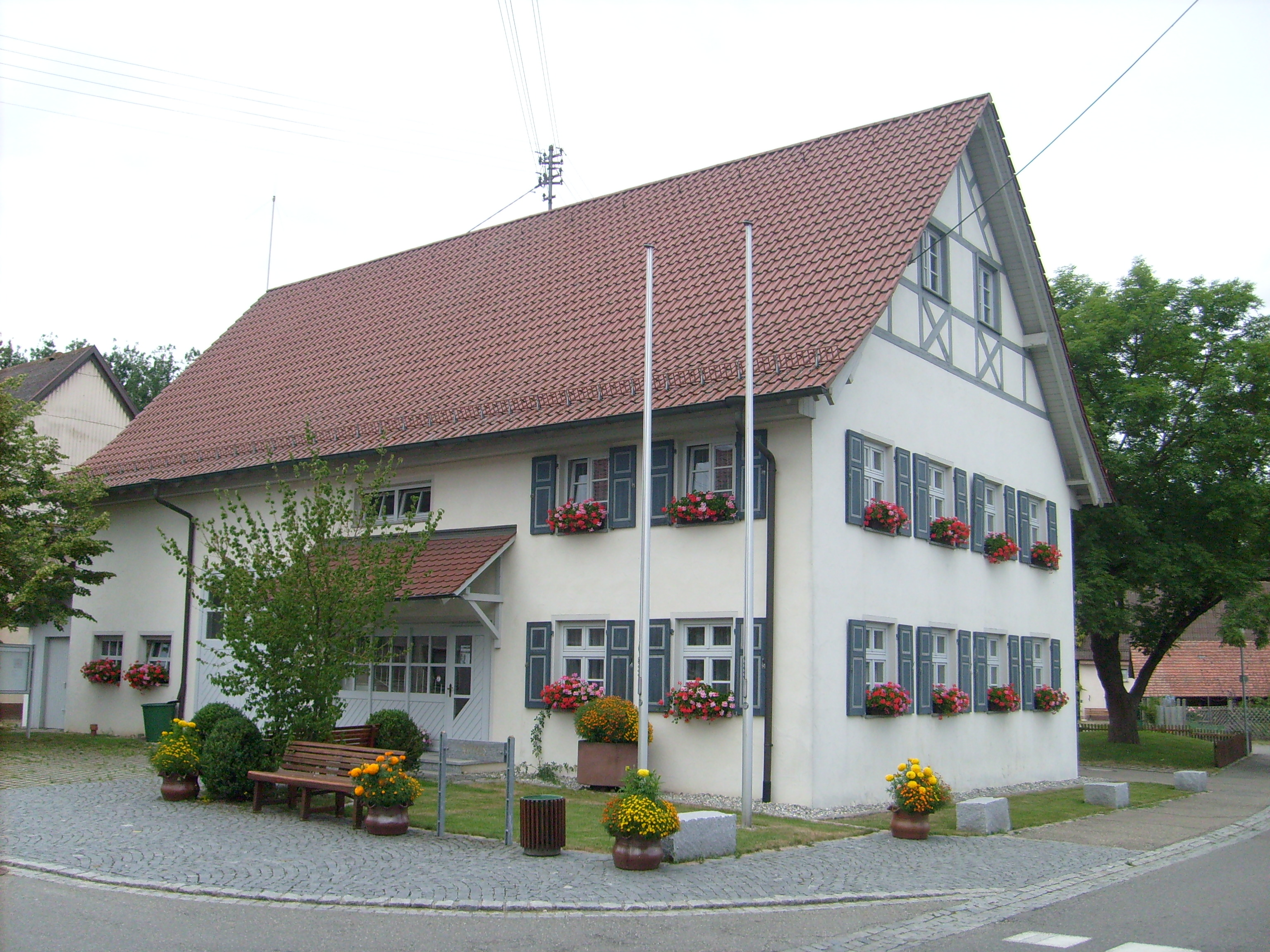
Gögginger Rathaus

Die Ortschaft Göggingen hat einen eigenen Ortschaftsrat, der aus neun ehrenamtlich tätigen Ortschaftsräten inklusive eines Ortsvorstehers als Vorsitzenden besteht. Sitz der Ortsverwaltung ist das Gögginger Rathaus. Der Ortschaftsrat besteht seit 1974 und wird direkt vom Volk gewählt. Die Wahlperiode dauert fünf Jahre. Der Ortschaftsrat setzt sich seit der Kommunalwahl am 7. Juni 2009 wie folgt zusammen:
- CDU: 5 Sitze
- FWV: 4 Sitze

### Ortsvorsteher
- 1999–2014: Martin Binder (CDU)
- seit 2014: Manfred Fischer

### Wappen
Die ehemals selbständige Gemeinde Göggingen führte als Andenken an die einstigen Ministerialen des Dorfes die Wappen der beiden Ministerialenfamilien kombiniert in gespaltenem Schild als Ortswappen. Der Überlinger Zweig der Ritter von Geggingen führte in silbernem Wappenfeld einen roten Sparren. Als Helmzier stieg ein natürlicher Pfauenschweif. Der Pfullendorfer Zweig führte in rotem Feld einen silbernen, gedeckelten Kelch, der auch Helmzier ist.

## Kultur und Sehenswürdigkeiten

### Vereine
- Der am 19. Juni 1991 gegründete Obst- und Gartenbauverein Göggingen e. V. (OGV) geht in seinen Ursprüngen auf einen bereits im Jahr 1909 gegründeten Verein zurück.[42] Der OGV unterhält einen ganzjährig betriebenen Schaugarten an der Seegrasscheuer mit Blumen, Sträuchern, Büschen und auch Gemüse und Obst im Bio-Anbau.[43]
- Der Gesangverein Göggingen wurde 1860 als Männerchor gegründet. Erst im Jahr 1970 wurde aus ihm ein gemischter Chor.[44]
- Musikverein: Der Musikverein Göggingen hat seine Ursprünge um 1850, der erste Nachweis stammt aus dem Jahr 1859, die eigentliche Vereinsgründung erfolgt im Jahr 1929 und ist eng mit der Person Klemes Vogel verbunden, der der Bruder des Malers Lorenz Vogel war.
- Landjugend: Zu den Aufgaben der Landjugend Göggingen zählen die Gestaltung der Jugendarbeit im Dorf sowie die Mithilfe bei traditionellen Anlässen während des Jahres.
- Die Militär- und Kriegerkameradschaft zählt in Göggingen zu den Traditionsvereinen. Sie besteht urkundlich nachgewiesen seit 1872 und ist damit der älteste Verein im Dorf. Mit Beginn des Zweiten Weltkriegs 1939 kam das Vereinsleben zum Erliegen. Die Neugründung erfolgte erst im Oktober 1958, heute kann nach der Vereinssatzung nur Mitglied werden, wer Soldat der deutschen Wehrmacht war oder bei der Bundeswehr gedient hat.

### Bauwerke

#### Gasthof Adler

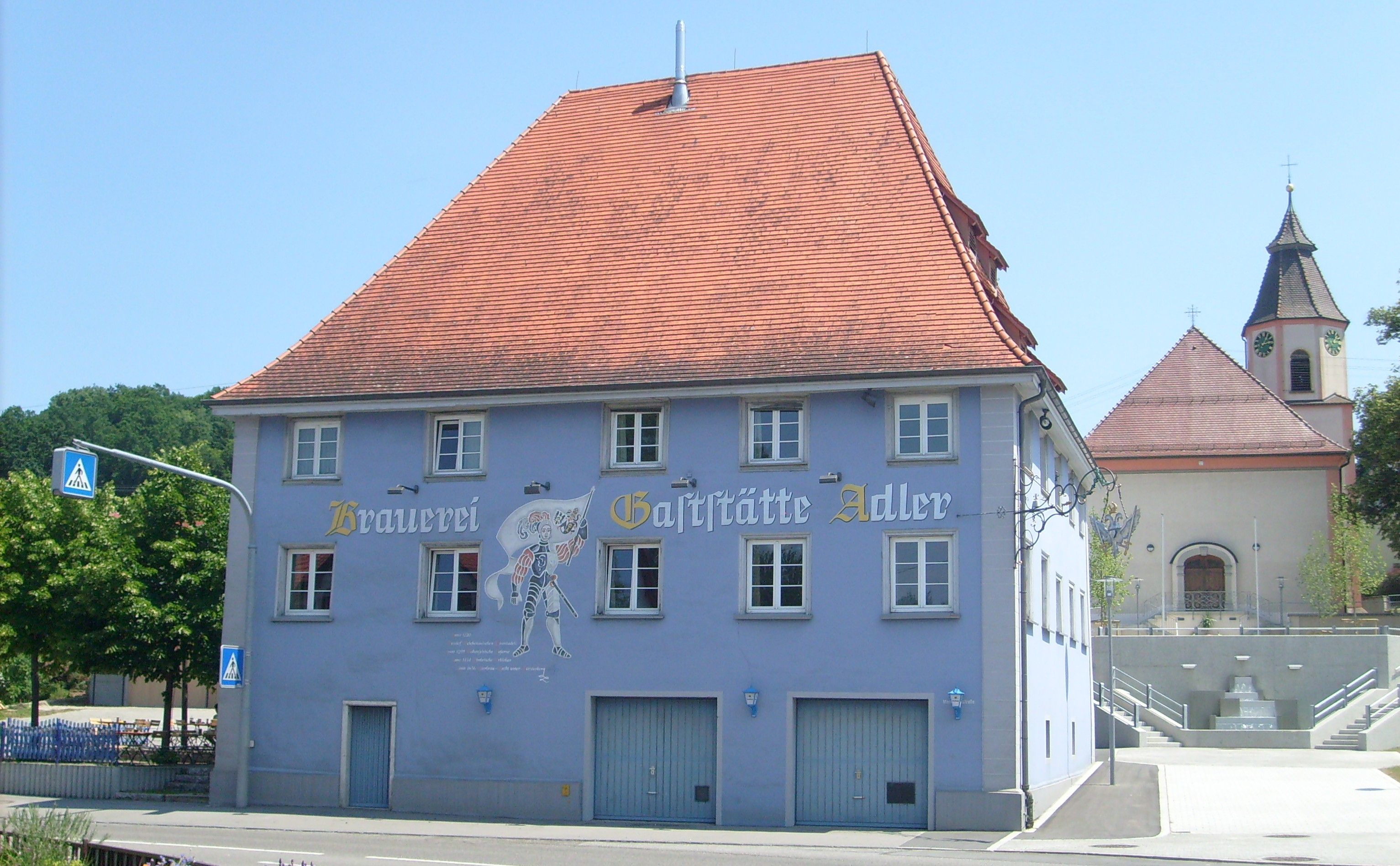
Gasthof Adler und St.-Nikolaus-Kirche

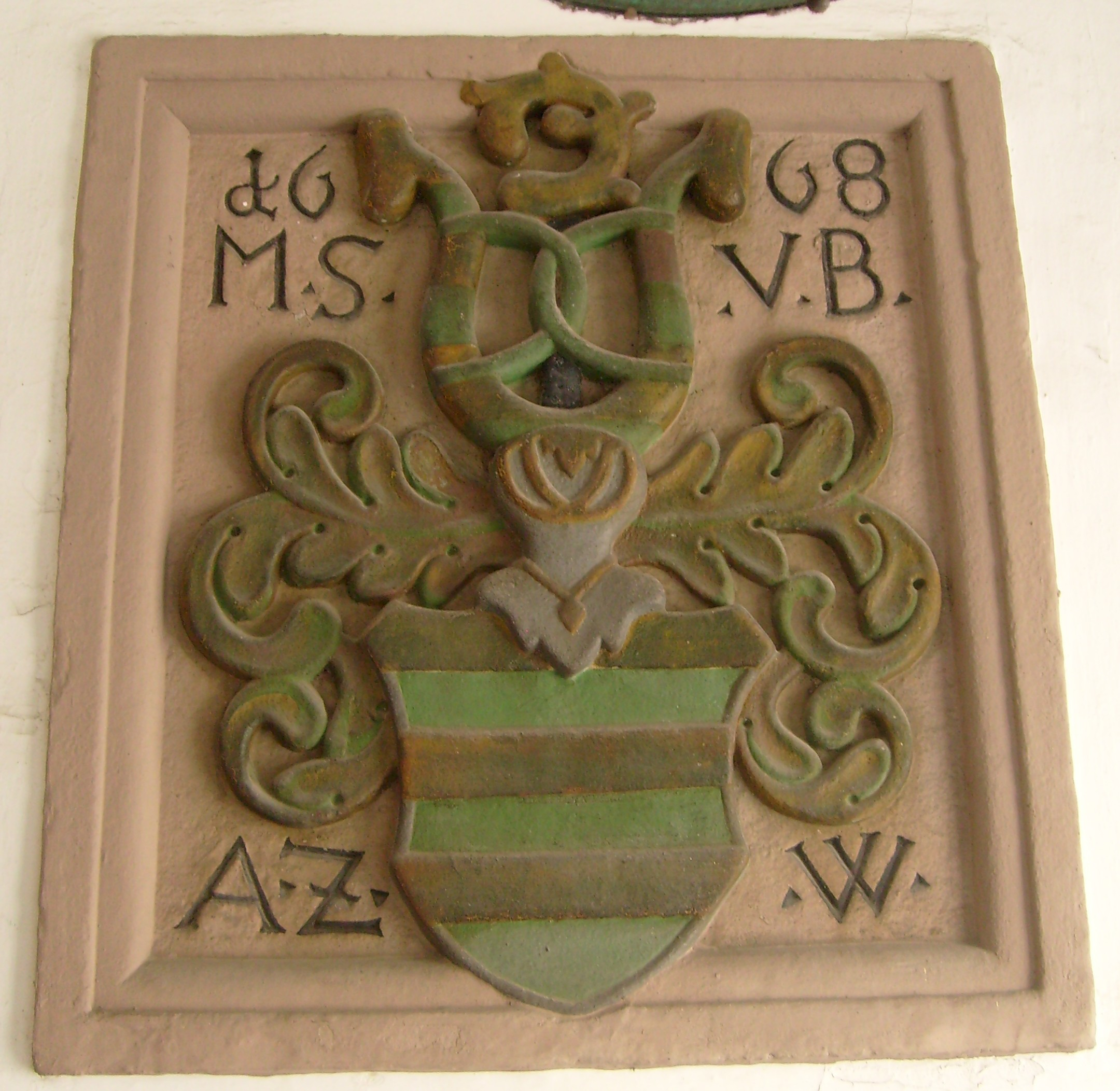
Wappenstein vom Türsturz des alten Gögginger Pfarrhauses mit Wappen der Äbtissin Maria Salome von Bernhausen zu Wald 1668

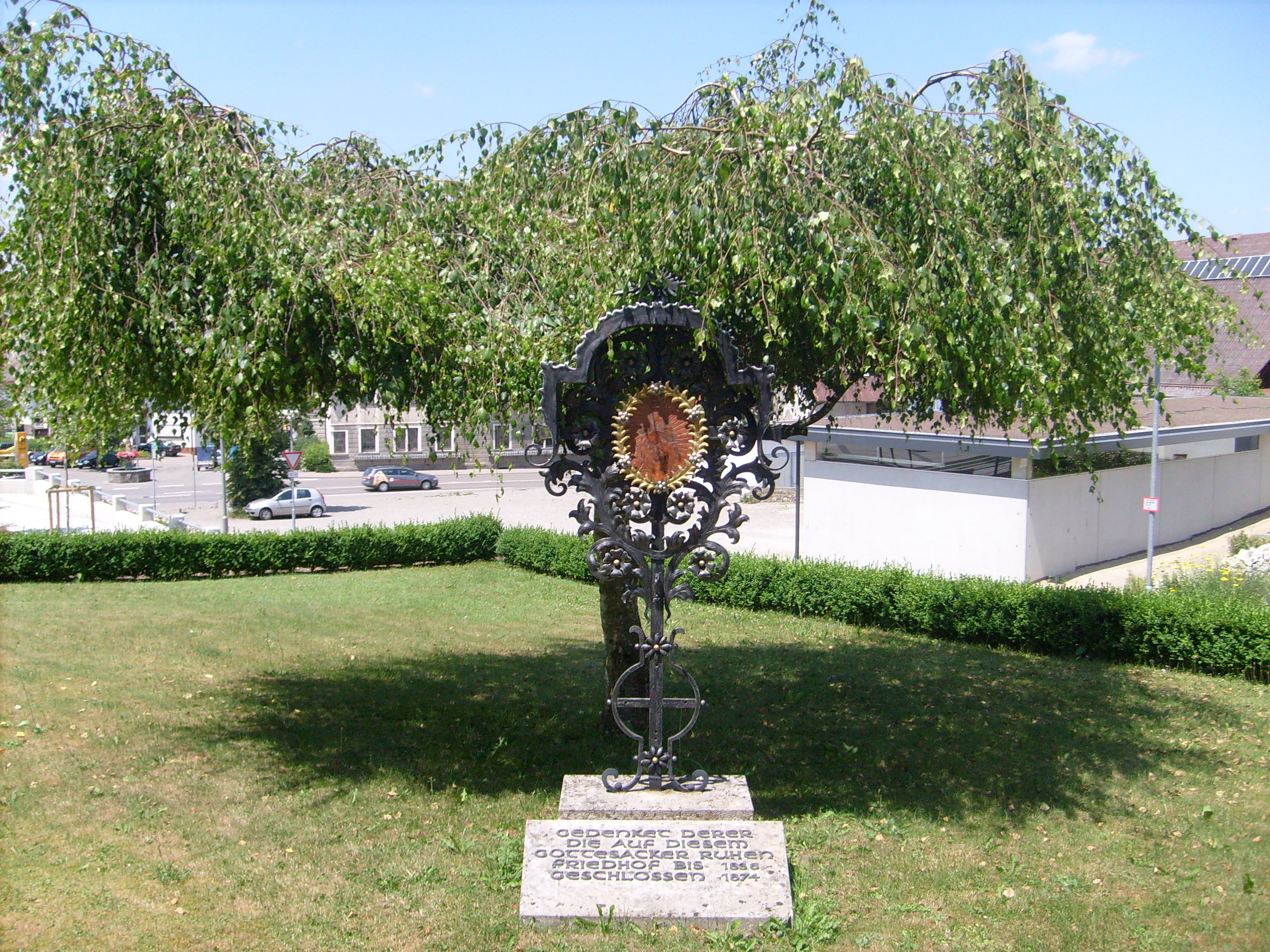
Gedächtniskreuz des ehemaligen Friedhofes neben der St.-Nikolaus-Kirche

Die Geschichte des Gasthofes „Adler“ geht weit vor 1399 zurück. Es war das einzige Wirtshaus mit dem Recht, Gäste zu beherbergen, Wein auszuschenken und Speisen zu verabreichen. Die Grafen von Zimmern hatten seinerzeit Franz Scherer den Adler als Erblehen gegeben. Im Dreißigjährigen Krieg wurde das Wirtshaus zerstört. Nachweisbar wurde bereits im Jahre 1656 hier das „gut zimbrisch Bier“ gebraut. Um 1890 kam der aus dem Allgäu stammende Bierbrauer Josef Anton Straub nach Göggingen, baute das Gasthaus wieder auf und errichtete eine Brauerei.

#### St.-Nikolaus-Kirche
Die Kirche Göggingens hat eine lange Geschichte. Für die religiöse Betreuung hat seinerzeit sicher schon sehr früh das Kloster Reichenau gesorgt. Die Gründungszeit der Pfarrei ist um 1100 zu datieren. Im Steuerregister des Jahres 1275 ist Göggingen bereits als selbstständige Pfarrei aufgeführt. In Göggingen kaufte das Kloster Wald im 15. Jahrhundert den Groß- und Kleinzehnten. Nach dem Registrum subsidii charitativi der Diözese Konstanz im Jahr 1463 und dem von 1508 war die Kirche Göggingen Kloster Wald inkorporiert. Im 16. Jahrhundert, zu Zeiten der Grafen von Zimmern, gehört Göggingen dem Pfarrsprengel des Meßkircher Dekanats in der Klasse des Ecclesiae mediocres (der Mittleren) an. Im Laufe der Zeit erhielten manche der Filialdörfer eigene Kirchen mit Pfarrrechten, so auch Göggingen.
Das erste Kapellchen stand im Unterdorf. Eine alte Grablege im Garten des Käpplerhofes, der einst um die heute verschwundene Kapelle angelegt war, ist ältestes Zeugnis für die Seelsorge in Göggingen. Um 1200 wurde die erste Kirche auf dem heutigen Kirchplatz errichtet. Der heutige barocke Kirchenbau stammt aus den Jahren 1805 und 1806 nach der Säkularisation, deren Turmunterteil stammt noch der früheren, nämlich aus dem Jahre 1696. Interessant und wertvoll ist auch das Christusbild des Hochaltars, das Christus ohne Dornenkrone darstellt und aus dem Jahr 1750 stammt.
Die an der Ostseite der Kirche angrenzende Grünfläche wurde bis 1836 als Friedhof genutzt, und im Jahr 1874 geschlossen. 1836 wurde für den Pfarrort Göggingen der bis heute in Benutzung befindliche Friedhof erbaut.
Über dem Türsturz des früheren Pfarrhauses ließ man einen Wappenstein ein mit der Jahreszahl 1668 und den Initialen M S V B A Z W – Maria Salome von Bernhausen Äbtissin zu Wald – ein Verweis auf das Kloster Wald als langjährigem Inhaber der Zehntherrschaft in Göggingen. Der alte Türsturz wurde in die Wand am Eingang des neuen Pfarrhauses eingelegt, das 1894/95 direkt neben der Pfarrkirche St. Nikolaus entstand. Heute ist im Pfarrhaus die katholische öffentliche Bücherei untergebracht.
Bei der Verwaltungsreform in Baden-Württemberg nach 1973 wurde Göggingen dem Dekanat Sigmaringen angeschlossen.
Von Pfingsten 2007 bis Juni 2008 wurde die Kirche im Innenraum, das Dach und die Fassade renoviert.

#### Kapelle
An der nach Bittelschieß führenden Straße am östlichen Ortsausgang befindet sich eine im Oktober 1965 durch die Familie Muffler errichtet Kapelle. Mit dem Bau war ein Gelübde verbunden. Die in Sandstein gehauene Pieta, die Schmerzensmutter darstellend wurde von der Offenburger Kunstwerkstätte hergestellt. Malermeister Anton Muffler hatte das erforderliche Gelände im Tauschverfahren der Gemeinde zur Verfügung gestellt.

#### Schloßbühl
Der Schloßbühl ist vermutlich Standort einer abgegangenen mittelalterlichen Burg, respektive einer vor- oder frühgeschichtlichen Anlage. Diese könnte alemannischen, römischen oder keltischen Ursprungs sein.

#### Pfarrscheune
Die im Zuge der Ortskernneugestaltung abgerissene Pfarrscheune Göggingen blickte auf eine fast 300 Jahre alte Geschichte zurück. Die Scheune bestand in nahezu unveränderter Gestalt von 1708 bis 2007, auf dem Fachwerk des Giebels stand die Jahreszahl 1708. Geschichtlich war die Scheune für das Dorf kostbar, weil sie Zeugnis gab von der Wirtschaftskraft der gut ausgestatteten Pfarrpfründe, wie Kreisarchivar Edwin Weber betonte, der dem Abbruch kritisch gegenüberstand. Die Pfarrpfründe hatte im Jahr 1725 immerhin eine Anbaufläche von rund 20 Jauchert. In ihr lagerten die Zehnt-Einkünfte und anderer bäuerliche Abgaben, die dem Pfarrherren zustanden.
1721 konnte Ortspfarrer Franz Christoph Ungeduld seine Ernte nicht unterbringen, weil die Scheune zu klein war. Er wandte sich an das Kloster Wald, das als Patronats- und Zehntherrschaft zuständig war und bat, die Baukosten zu übernehmen. Das Kloster weigerte sich, und der Fall kam vor Gericht nach Konstanz. Der Bischof beschloss, Wald müsse die Kosten tragen. Der Fürst von Fürstenberg verwaltete als Territorial- und Ortsherr in Meßkirch den Gögginger Kirchenfonds und schaltete sich ein. Auch gegen ihn richtete sich das Kloster, um die Baukosten abzuwälzen. Schließlich entschied 1722 das bischöfliche Gericht, das Kloster Wald müsse den Bau bezahlen. Die Pfarrei aber sollte jedes Jahr einen Beitrag zum Unterhalt der Scheune entrichten.
Die Scheune diente noch lange der Adlerbrauerei als Lagerhalle. Die ursprüngliche Farbgebung, wie Restaurator Ernst Lorch 1993 in einem durch das Erzbischöfliche Bauamt Konstanz in Auftrag gegebenen Befunduntersuchung über Putz- und Farbe der Außenfassade beschrieb, hatte Kraft. Die Ausfachungen waren 1708 hell ausgemalt, das Fachwerk war rot gestrichen und mit schwarzem Begleitstrich geschmückt. Als Kulturdenkmal hatte sie das Landesdenkmalamt eingestuft, weil sie für das Dorf Göggingen etwas ganz besonderes gewesen ist, und anerkannt aufgrund ihrer Funktion, wegen ihrer Holzkonstruktion und ihrem Fachwerkgiebel. Auf dem Fachwerk des Giebels stand die Jahreszahl 1708. Der Abriss dieses historisches Gebäude zeigt, dass die Verwaltung, die im Rahmen eines einfachen Kenntnisgabeverfahrens dem Abbruch der Scheune zugestimmt hat, nicht die Macht hat, Kulturgut zu schützen.

#### Sonstiges
- Die Gögginger Grundschule trägt am Giebel den Sämann, ein Sgraffito von Paul Dietrich, Professor der anerkannte Bodensee-Kunstschule Konstanz (BKK).
- Auf dem Friedhof steht ein Ehrenmal zum Gedenken der Kriegstoten beider Weltkriege.[50]
- Diverse Feld- und Sühnekreuze

### Naturdenkmäler
Das „Naturdenkmal Sommerlinde“ neben der Kirche ist seit 1993 gekennzeichnet. Das Naturdenkmal ist dadurch bis zum 31. Dezember 2023 geschützt.

### Regelmäßige Veranstaltungen
- Höhepunkt des närrischen Treibens zwischen 11.11. und Aschermittwoch ist die traditionelle Dorffasnet mit Schülerbefreiung, Umzug und Bürgerball. In das Geschehen sind der Musikverein mit seiner Fastnachtsabteilung Spagethietöpfe und die Schloßbühlhexen des Narrenvereins Göggingen (NVG) eingebunden. In dieser Zeit ist auch die Neckbezeichnung Schäke anzutreffen. Es ist nicht eindeutig geklärt, woher der Ausdruck stammt, mit dem sich die Menninger und Gögginger gegenseitig belegen. Das sei einfach ein abwertender Ausdruck für etwas Minderwertiges, mutmaßen die einen. „Schäken“ (abgeleitet vom französischen Jackett) sagt man in der Tat zu abgetragenen Kitteln und Jacken, wie sie die ärmeren Menninger früher getragen haben sollen – im Gegensatz zu den besser gekleideten, reicheren Göggingern. Schäken, so eine andere Version, heißt aber auch schräg, herablassend gucken. Man guckte einander also von oben herab geringschätzig an. Die Schäken aus Göggingen seien früher durch Menningen nach Meßkirch auf den Markt gegangen und hätten die Menninger ein bisschen herablassend „g'schäket“.[52]
- In Göggingen wird seit 1995 am Funkensonntag der Brauch des Funkenfeuers abgehalten. Das Funkenfeuer wird am Funkenwochenende durch die Katholische Landjugend Göggingen aus eingesammelten Christbäumen und Stroh um die Funkentanne mit Böllerhexe (Funkenhexe) errichtet. Standorte der Funken waren im Auerrain, Buchholz und Oberried.
- Das traditionell um den 1. Mai stattfindende Gögginger Bierfest ist eine im Wechsel vom Musikverein Göggingen und Sportclub Göggingen ausgetragene Zeltveranstaltung. Ihre Ursprünge liegen in den Hallenräumen der „Gögginger Adlerbrauerei“. Später zog das Bierfest auf eine Wiesenfläche neben dem Gögginger Rathaus um, anschließend auf eine Wiesenfläche neben dem Sportplatz, um seit 2006 auf einem extra für diese Veranstaltung außerhalb des Dorfkerns geschaffenen Festplatz stattzufinden.
- Das No Stress-Festival ist eine von der No Stress-Community jährlich zu Pfingsten veranstaltete Open-Air-Musikveranstaltung mit einem musikalischen Mix aus Hip-Hop, Funk, Rock, Punk, Folk, Ska, Reggae und Alternative. Die No Stress-Community gründete sich 1996 mit dem Ziel ohne Gewinnerzielungsabsicht eine Party feiern zu wollen.[53] Das No Stress-Festival wird seit dem Jubiläumsjahr 2007 als zweitägiges Festival mit neuem Festivalgelände und angeschlossenem Campingplatz auf dem „Rehbühl“ gefeiert. Bis 2007 war es eine Abendveranstaltung, die unter dem Namen No Stress-Party, unterhalb des „Talbühls“ veranstaltet wurde. Seitdem traten namhafte Künstler wie die Sugar Hill Gang, Dilated Peoples, Ohrbooten, Sebastian Sturm, Toni L, The Beatnuts, Mono & Nikitaman, Jamaram, Prinz Pi und Texta auf der Waldlichtung auf. Seit mehreren Jahren wird zudem ein Best Trick Skatecontest veranstaltet.

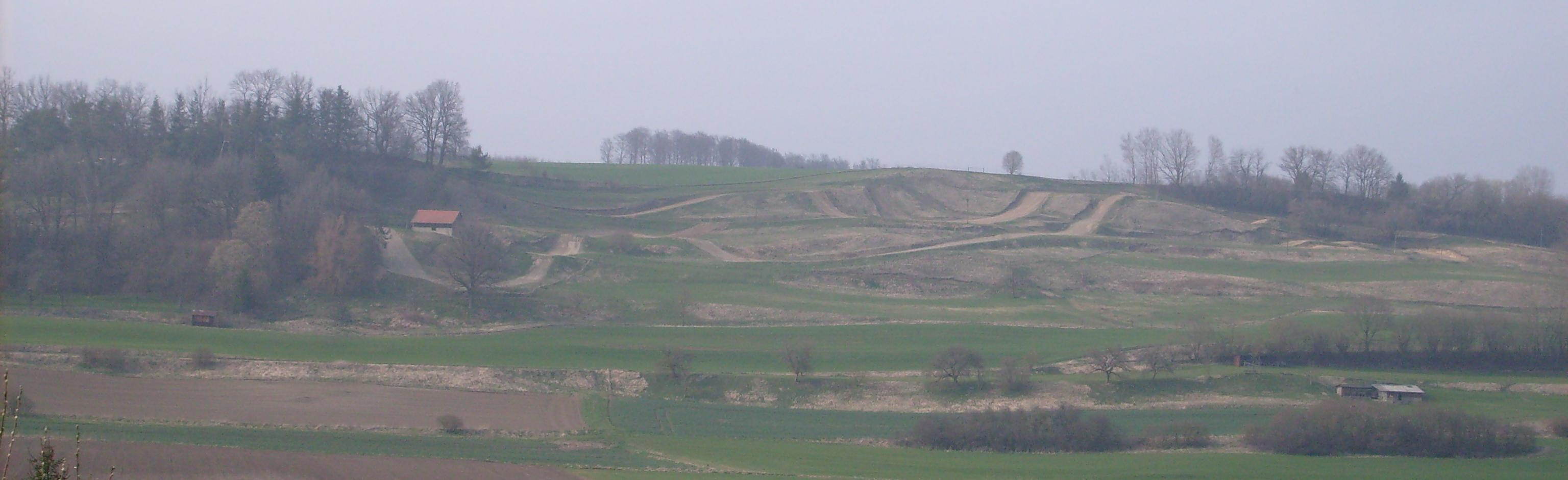
Motocross-Gelände in Göggingen

- Das auf dem Motocross-Gelände in Göggingen veranstaltet Motocross war jahrelang ein motorsportliche Attraktion in der Gegend. Zwischenzeitlich wurde es durch das Supermoto in Sigmaringen abgelöst. Das bis dahin alle zwei Jahre durch das Rally-Racing-Team RRT Scheer veranstaltet Ereignis umfasste Rennen zur Deutschen Moto-Cross-Meisterschaft und zum Deutschen Moto-Cross-Pokal. Der 1.500 Meter lange selektive Geländerundkurs mit Sprunghügeln, Steilauf- und -abfahrten und Steilwandkurven war hierbei einer von jährlich acht Veranstaltungsorten in der gesamten Bundesrepublik Deutschland. Die Traditionsveranstaltung fand insgesamt 29 Mal statt. Nach einer Rennpause von fünf Jahren gab es am 24. und 25. April 2010 das 1. Jugend-Moto-Cross. Rund 250 Moto-Cross-Fahrer und -Fahrerinnen gingen in den verschiedenen Klassen an den Start und fuhren Wertungen zur baden-württembergischen Meisterschaft, zum baden-württembergischen Pokal und zum regionalen „Gai-Cup“.[54] Hierzu wurde die Strecke teilweise auf 700 Meter verkürzt.[55] 2024 findet das 9. ADAC-Jugendmotocross-Rennen und auch ein Lauf zur Deutschen Meisterschaft (DMX-Nationals) statt.[56]
- Weitere regelmäßige Veranstaltung sind die jährlich stattfindenden Gögginger Gartenschautage des Obst- und Gartenbauvereins. Unter den elf Obst- und Gartenbauvereinen des Landkreises Sigmaringen bietet der Obst- und Gartenbauverein Göggingen als einziger Kreisverein jährlich eine Veranstaltung.[57]
- Das Sommerfest der Militär- und Kriegerkameradschaft findet traditionell an ersten Augustwochenende an der Grundschule Göggingen statt. Der Erbseneintopf ist als traditioneller Bestandteil nicht vom Festgeschehen wegzudenken.
- Schlachtfest der Freiwilligen Feuerwehr Göggingen
- Beim Suserfest des Obst- und Gartenbauvereins steht eine restaurierte historische Mostpresse im Mittelpunkt.
- Die Gögginger Dorfweihnacht ist eine vorweihnachtliche Veranstaltung des Sportclubs Göggingen. Er findet seit 2007 auf dem Adlerplatz unterhalb der Kirche statt; zuvor wurde die Veranstaltung auf dem Schulhof der Grundschule Göggingen gefeiert.
- Seit 2006 wird in Göggingen am letzten Samstag im Jahr vor Silvester durch No Stress Records der No Stress Poetry Slam veranstaltet. In der Vergangenheit gewannen Monika Koncz (2006), Karsten Hohage (2007), Michael Jakob (2008), Robin Mesarosch (2009), Iris Schwarz (2010) und Jan Hendrik Heyne (2011), die von Tobias Hoffmann (2006), Jan Siegert (2007), Lasse Samström (2008), Andy Strauß (2009), Michael Jakob (2010) und Tobias Hoffmann (2011) moderierten Veranstaltung.

## Wirtschaft und Infrastruktur

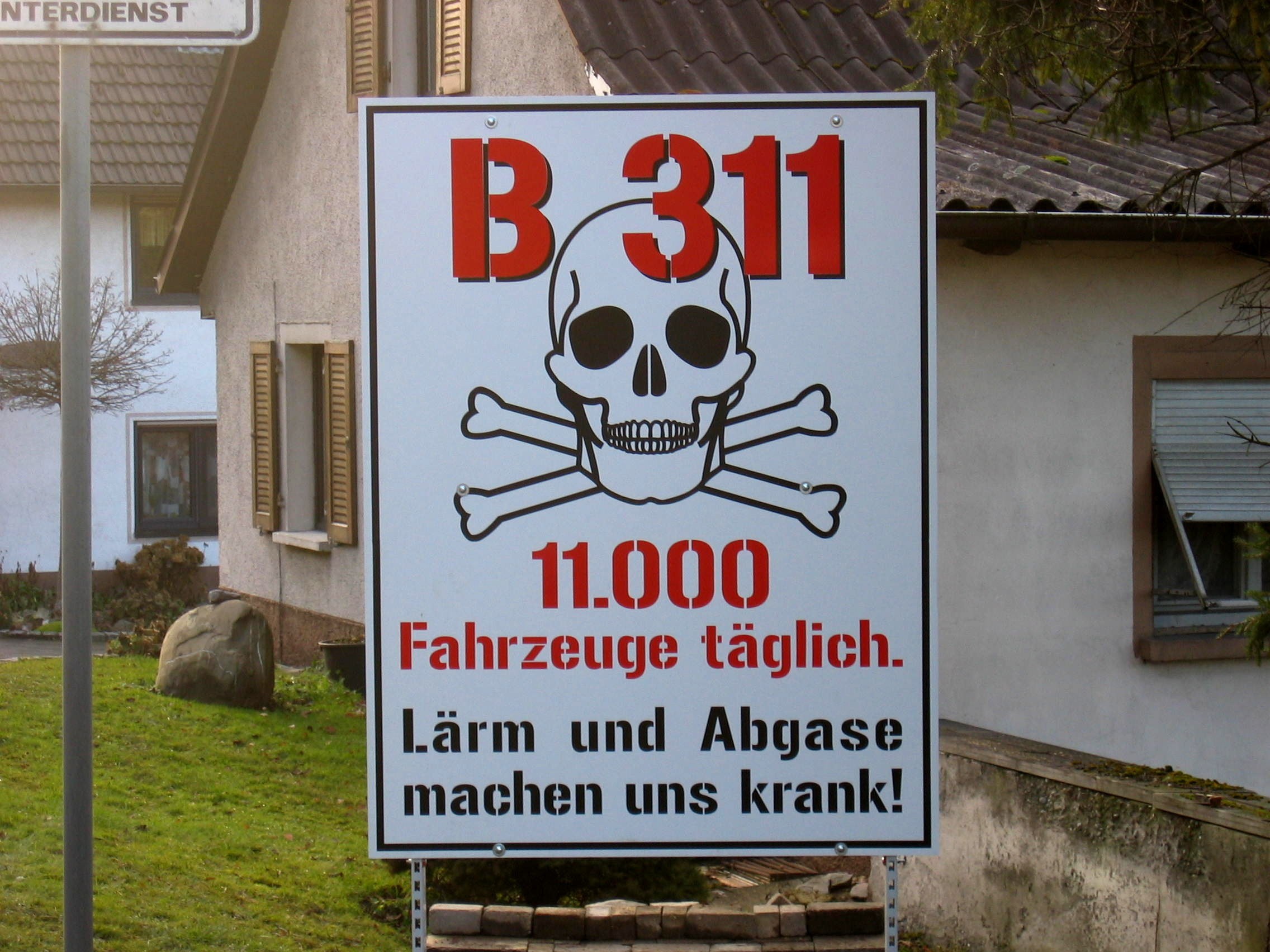
Protesttafel der Bürgerinitiative Göggingen an der B 311 (Ortseinfahrt aus Richtung Krauchenwies)

### Verkehr
Göggingen wird von der Bundesstraße 311 (Ulm–Geisingen, weiter über die Bundesstraße 31 nach Freiburg im Breisgau) in ein Ober- und ein Unterdorf getrennt. Bei einer Verkehrszählung wurde eine Verkehrsbelastung von über 9000 Personenkraftwagen täglich festgestellt. Die Zahl der Lastkraftwagen wurde damals nicht erfasst, stieg jedoch mit der Einführung der Lkw-Maut in Deutschland, so dass sich im Jahr 2007 die Bürgerinitiative „Interessengemeinschaft Umgehungsstraße B 311 – Göggingen“ bildete, mit dem Ziel, eine Umfahrungslösung zu erreichen.
In den Jahren um 1870 wurde entlang der Stockacher Aach und der Ablach die Eisenbahnlinie Radolfzell-Mengen gebaut. Die Hegau-Ablachtal-Bahn genannten Strecke wurde zum 6. September 1873 eröffnet, Göggingen verfügte über einen Bahnhof mit Empfangsgebäude und Warenlager. 2021 wurde die Strecke als Freizeitbahn unter dem Namen Biberbahn reaktiviert, an Wochenenden gibt es drei Mal täglich Fahrten, der nächste Halt ist in Menningen. Im Frühjahr 2025 bauten Bürger und Vereine an alter Stelle einen neuen Bahnsteig in Eigenleistung. Die ersten Züge hielten am 1. Mai 2025 anlässlich des Gögginger Bierfestes. Im Lauf der Saison 2025 wird die Biberbahn auch dauerhaft in Göggingen halten.

### Ansässige Unternehmen
Göggingen ist geprägt von kleinen- und mittelständischen Betrieben.
Größter Arbeitgeber mit ca. 100 Mitarbeitern ist die Optigrün International AG, ein europaweit tätiges Unternehmen für Dach- und Fassadenbegrünungen, das 2010 mit dem Landespreis für junge Unternehmen ausgezeichnet wurde.
Daneben gibt es die Firma VEMA Werkzeug- und Formenbau GmbH und VEMA Technische Kunststoffteile GmbH mit 55 Mitarbeitern. Der Industriebetrieb feierte im November 2007 sein 25-jähriges Betriebsjubiläum.
Ältester in Göggingen noch existierender Familienbetrieb ist die 1853 erstmals urkundlich erwähnte Bäckerei Lösch. Über Generationen hinweg wurde die Bäckerei als Nebenerwerb zur Landwirtschaft betrieben. Bis 1954 wurde das Brot im „Stubenverkauf“ vertrieben. Dies änderte sich durch den Anbau einer separaten Verkaufsfläche für Brot- und Backwaren, was auch einen vergrößerten Kunden- und Lieferservice in die nähere Umgebung um Göggingen mit sich brachte. Karl-Ulrich Lösch ist gelernter Bäckermeister und Konditor und hat auch Erfahrungen in Großbäckereien gesammelt.

## Bildung
Neben dem katholischen Kindergarten St. Elisabeth gibt es eine Grundschule für Kinder aus Göggingen und aus dem Nachbardorf Ablach. In den Sommermonaten des Jahres 2007 wurde das Gebäude saniert.

## Persönlichkeiten

### Ehrenbürger
- Gustav Kempf (Pseudonym: Wolfgang Goldin; * 8. Januar 1890; † 25. Mai 1972), Geistlicher Rat, Professor und Redakteur des Konradsblatts erhielt gemäß Beschluss des Gemeinderats vom 22. Januar 1964 am 19. Juli 1964 anlässlich seines goldenen Priesterjubiläums die Ehrenbürgerwürde.[67]
- Anton Kern (* 1903; † 13. November 1978), Bürgermeister von 1946 bis 1969.
- Anton Straub (* 7. Juni 1891; † 2. Dezember 1973), Braumeister, Besitzer der Adlerbrauerei Göggingen und Adlerwirt.

### Söhne und Töchter des Ortes
- Johann Baptist Wehrle (* 27. Mai 1791 in Göggingen; † 1857 in den USA), Maurermeister und Architekt, später Stadtbaumeister von Konstanz. 1831/1832 führte er den Bau von Schloss Bodman in Bodman aus. 1849 wanderte er in die USA aus.
- Lorenz Vogel (* 10. August 1846 in Göggingen; † 8. November 1902 in München), deutscher Kunstmaler.